# Scutellaria baicalensis
Scutellaria baicalensis es una especie fanerógama de la familia Lamiaceae.  Es originaria de Asia.

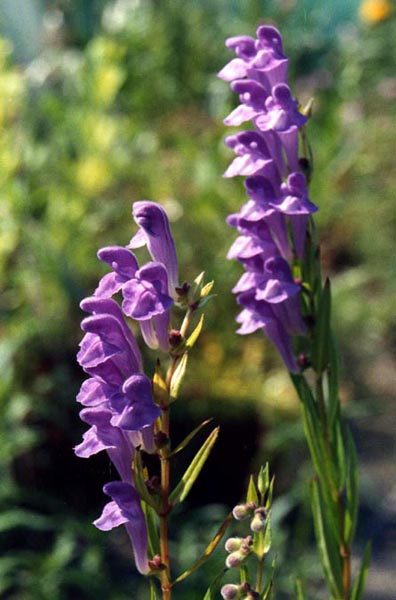
Inflorescencia

## Descripción
Especie perenne que alcanza hasta 120 cm de altura. Tallos erecto muy ramificados, hojas linear-lanceoladas de margen entero y ápice obtuso. Inflorescencias en racimos terminales de 7 a 15 cm. Flores hermafroditas, bilabiadas de color púrpura rojizo a azulado. Fruto ovoide de 1,5 por 1 mm aproximadamente de color marrón negruzco.

## Distribución y hábitat
Se distribuye por el este de Asia; China, Japón, Corea y Mongolia.

Habita laderas herbáceas, roquedales y cerca de litorales arenosos, y tierras de barbecho a altitudes entre 100 y 2000 m.

## Usos
Es una de las 50 hierbas fundamentales usadas en la medicina tradicional china desde hace más de 2000 años.
Contiene wogonina, una sustancia que actúa como agonista de los receptores GABAérgicos, lo que le confiere propiedades ansiolíticas. y la raíz contiene flavonoides. 
Propiedades
Tiene efectos antiinflamatorios y antialérgicos. La raíz es antibacteriana, antipirética, antiespasmódica, astringente, colagoga, diurética, expectorante, febrífuga, hemostática, laxante. Entre otras afecciones se utiliza para combatir la enteritis, disentería, hepatitis, infecciones urinarias e hipertensión.

## Taxonomía
Scutellaria baicalensis fue descrita por Johann Gottlieb Georgi  y publicado en Bemerkungen einer Reise im Russischen Reich im Jahre 1772 1: 223. 1775.
Etimología
Scutellaria: nombre genérico que deriva de la  palabra latina scutella que significa "un pequeño plato o bandeja", en referencia a los sépalos que aparecen de esta manera durante el período de fructificación.
baicalensis: epíteto geográfico que alude a su localización en las cercanía del Lago Baikal.
Sinonimia
- Scutellaria macrantha Fisch. ex Rchb., Iconogr. Bot. Pl. Crit. 5: 52 (1827).
- Scutellaria adamsii A.Ham., Esq. Monogr. Scutellaria: 34 (1832).
- Scutellaria davurica Pall. ex Ledeb., Fl. Ross. 3: 397 (1849).
- Scutellaria speciosa Fisch. ex Turcz., Bull. Soc. Imp. Naturalistes Moscou 24(2): 389 (1851).
- Scutellaria lanceolaria Miq., Ann. Mus. Bot. Lugduno-Batavi 2: 110 (1865).
- Scutellaria baicalensis f. albiflora H.W.Jen & Y.J.Chang, J. Beijing Forest. Univ. 13(3): 3 (1991).[7]